# 324-я стрелковая дивизия
324-я стрелковая дивизия, воинское соединение Вооружённых Сил СССР, принимавшее участие в Великой Отечественной войне.

## История
Дивизия формировалась с 05.09.1941 по 23.10.1941 года в Чебоксарах из числа призывников Чувашской АССР, состав при формировании был 11636 человек.
В действующей армии во время ВОВ с 01.12.1941 по 09.05.1945.
По завершении формирования дивизия по директиве Ставки ВГК № 004038 от 21.10.1941 была переброшена в город Инзу Куйбышевской области. В конце ноября 1941 отправлена на фронт, 01.12.1941 дивизия разгрузилась и сосредоточилась в районе железнодорожной станции Шилово, маршем прибыла на передовую 03.12.1941.
В ночь на 06.12.1941 части дивизии заняли исходное положение в 7 километрах юго-восточнее города Михайлов Рязанской области и 06.12.1941 приняла первый бой за село Печерниковские Выселки, недалеко от города Михайлов. В ходе наступления способствовала освобождению города частями 330-й стрелковой дивизии, продолжила наступление в общем направлении на Епифань — Богородицк.
Рано утром 15.12.1941 года дивизия освободила Богородицк, продолжила наступление на Ржаву — Сумароково — Сонино, 20.12.1941 вышла к Оке, форсировала её в районе Сныхово — Бережное, севернее города Белёва, и начала продвигаться к Козельску. В ночь с 25 на 26.12.1941 двумя полками заняла окраину этого города, взаимодействуя с частями 1-го гвардейского кавалерийского корпуса, освободила его.
30.12.1941 дивизия подошла к Сухиничам, окружила город, и ввязалась, при поддержке 486-го артиллерийского полка в бои с окружённой группировкой, которые вела в течение месяца. 10-11.01.1942 вражеским войскам удалось пробить коридор к окружённой группировке. 29.01.1942 дивизия заняла оставленный вражескими войсками город. В феврале 1942 в дивизию влиты остатки 127-го лыжного батальона и 128-го лыжного батальона.
В ходе операции части дивизии за 25 суток продвинулись на запад до 350 километров, освободив при этом более 300 населённых пунктов Рязанской, Тульской и Смоленской областей. Принимала участие в освобождении Кимовского, Щекинского, Одоевского, Белевского районов Тульской области. Дивизия потеряла только за январь-март 1942 убитыми и пропавшими без вести 5710 человек.
20.04.1942 заняла оборону по северному берегу реки Жиздры от посёлка Ленинский до устья реки Рессета, где вела бои до июля 1943 года. Ведёт тяжелейшие наступательные бои в феврале-марте 1943 года в районе станции Думиничи.
12.07.1943 года дивизия перешла в наступление в ходе Орловской операции, форсировала реку Жиздру, и при поддержке 233-го танкового полка начала продвижение к селу и железнодорожной станции Зикеево, которое освободила 19.07.1943 совместно с 413-й стрелковой дивизией. Также части дивизии поддерживали 652-й и 711-й бронепоезда 43-го отдельного дивизиона бронепоездов. Затем в течение августа 1943 наступает из района в Жиздринском районе из Мурачевки к Полому, Коренево, Лукавцу, к 23.08.1943 была остановлена на Улемльском рубеже.
К 02.09.1943 дивизия в составе армии была перемещена в район города Кирова и с 07.09.1943 в ходе Брянской операции перешла в наступление из района в 20—25 километрах западнее Кирова.
11.09.1943 дивизия форсировала Десну, 19.09.1943 освобождает посёлок Дубровка Брянской области.
25.09.1943 года части дивизиона вступили в Белоруссию.
3 октября 1943 года дивизия вышла к реке Проня, по западному берегу которой немцы имели заранее подготовленный сильно укреплённый оборонительный рубеж.
В течение октября части дивизии вели наступательные бои. 15 октября 1093 стрелковый полк с боем форсировал Проню в районе д. Завод-Вировая. Однако расширить площадки не удалось и в конце октября, действуя тремя полками, прорвали оборону противника на Проне в районе д. Улуки. Бои носили ожесточённый характер.
В ходе Гомельско-Речицкой операции вышла к Днепру к 25.11.1943 в районе Быхова, однако форсировать реку не смогла. С декабря 1943 года по июнь 1944 года дивизия держала оборону в верхнем течении Днепра. С 15.03.1944 по 09.04.1944 вновь предпринимает попытку наступления, несёт тяжёлые потери.
27.06.1944, перейдя в наступление в ходе Белорусской операции, дивизия успешно форсировала Днепр в районе деревни Мокрое Быховского района. В течение июля-августа 1944 наступала по территории Белоруссии, участвовала в уничтожении Минской группировки врага.
С начала июля 1944 наступает из района Новогрудок, 20.07.1944 части дивизии перешли реку Неман севернее Гродно, захватили плацдарм и удерживали его в течение трёх дней, отражая ожесточённые атаки врага. 13.08.1944 года дивизия вышла к реке Нарев к крепости Осовец, а 14.08.1944 штурмом, вместе с другими частями, овладела ей.
С января 1945 года участвует в Восточно-Прусской операции, наступает с рубежа реки Бобр, через Мазурские озёра. 24.01.1945 овладевает Нойендорф, 27.01.1945 принимает участие во взятии Миколайки. С конца января 1945 года участвует в уничтожении хейльсбергской группировки противника.
С 06.04.1945 участвует в штурме Кёнигсберга, закончила войну на побережье залива Фришесс-Хафф.
За годы войны дивизия прошла с боями около 2 тысяч километров, освободила более 1800 населённых пунктов, 12613 солдат и офицеров дивизии были награждены орденами и медалями.

## Полное название
324-я стрелковая Верхнеднепровская Краснознамённая дивизия

## Подчинение
| Дата            | Фронт (округ)            | Армия      | Корпус                  | Примечания |
| --------------- | ------------------------ | ---------- | ----------------------- | ---------- |
| 01.09.1941 года | Московский военный округ | -          | -                       | -          |
| 01.10.1941 года | Московский военный округ | -          | -                       | -          |
| 01.11.1941 года | Западный фронт           | 10-я армия | -                       | -          |
| 01.12.1941 года | Западный фронт           | 10-я армия | -                       | -          |
| 01.01.1942 года | Западный фронт           | 10-я армия | -                       | -          |
| 01.02.1942 года | Западный фронт           | 16-я армия | -                       | -          |
| 01.03.1942 года | Западный фронт           | 16-я армия | -                       | -          |
| 01.04.1942 года | Западный фронт           | 16-я армия | -                       | -          |
| 01.05.1942 года | Западный фронт           | 16-я армия | -                       | -          |
| 01.06.1942 года | Западный фронт           | 16-я армия | -                       | -          |
| 01.07.1942 года | Западный фронт           | 16-я армия | -                       | -          |
| 01.08.1942 года | Западный фронт           | 16-я армия | -                       | -          |
| 01.09.1942 года | Западный фронт           | 16-я армия | -                       | -          |
| 01.10.1942 года | Западный фронт           | 16-я армия | -                       | -          |
| 01.11.1942 года | Западный фронт           | 16-я армия | -                       | -          |
| 01.12.1942 года | Западный фронт           | 16-я армия | -                       | -          |
| 01.01.1943 года | Западный фронт           | 16-я армия | -                       | -          |
| 01.02.1943 года | Западный фронт           | 16-я армия | -                       | -          |
| 01.03.1943 года | Западный фронт           | 16-я армия | -                       | -          |
| 01.04.1943 года | Западный фронт           | 16-я армия | -                       | -          |
| 01.05.1943 года | Западный фронт           | 50-я армия | -                       | -          |
| 01.06.1943 года | Западный фронт           | 50-я армия | -                       | -          |
| 01.07.1943 года | Западный фронт           | 50-я армия | -                       | -          |
| 01.08.1943 года | Западный фронт           | 50-я армия | -                       | -          |
| 01.09.1943 года | Брянский фронт           | 50-я армия | -                       | -          |
| 01.10.1943 года | Брянский фронт           | 50-я армия | -                       | -          |
| 01.11.1943 года | Белорусский фронт        | 50-я армия | -                       | -          |
| 01.12.1943 года | Белорусский фронт        | 50-я армия | -                       | -          |
| 01.01.1944 года | Белорусский фронт        | 50-я армия | -                       | -          |
| 01.02.1944 года | Белорусский фронт        | 50-я армия | -                       | -          |
| 01.03.1944 года | 1-й Белорусский фронт    | 50-я армия | 121-й стрелковый корпус | -          |
| 01.04.1944 года | 1-й Белорусский фронт    | 50-я армия | 121-й стрелковый корпус | -          |
| 01.05.1944 года | 2-й Белорусский фронт    | 50-я армия | 19-й стрелковый корпус  | -          |
| 01.06.1944 года | 2-й Белорусский фронт    | 50-я армия | 19-й стрелковый корпус  | -          |
| 01.07.1944 года | 2-й Белорусский фронт    | 50-я армия | 19-й стрелковый корпус  | -          |
| 01.08.1944 года | 2-й Белорусский фронт    | 50-я армия | -                       | -          |
| 01.09.1944 года | 2-й Белорусский фронт    | 50-я армия | 81-й стрелковый корпус  | -          |
| 01.10.1944 года | 2-й Белорусский фронт    | 50-я армия | 81-й стрелковый корпус  | -          |
| 01.11.1944 года | 2-й Белорусский фронт    | 50-я армия | 81-й стрелковый корпус  | -          |
| 01.12.1944 года | 2-й Белорусский фронт    | 50-я армия | 81-й стрелковый корпус  | -          |
| 01.01.1945 года | 2-й Белорусский фронт    | 50-я армия | 69-й стрелковый корпус  | -          |
| 01.02.1945 года | 2-й Белорусский фронт    | 50-я армия | 69-й стрелковый корпус  | -          |
| 01.03.1945 года | 3-й Белорусский фронт    | 50-я армия | 69-й стрелковый корпус  | -          |
| 01.04.1945 года | 3-й Белорусский фронт    | 50-я армия | 69-й стрелковый корпус  | -          |
| 01.05.1945 года | 3-й Белорусский фронт    | 50-я армия | 69-й стрелковый корпус  | -          |

## Состав
- 1091-й стрелковый полк
- 1093-й стрелковый полк
- 1095-й стрелковый полк
- 887-й артиллерийский полк
- 299-й отдельный истребительно-противотанковый дивизион
- 386-я отдельная разведывательная рота
- 604-й отдельный сапёрный батальон
- 775-й отдельный батальон связи (775-я, 193-я отдельная рота связи)
- 409-й медико-санитарный батальон
- 402-я отдельная рота химической защиты
- 389-я автотранспортная рота
- 178-я полевая хлебопекарня
- 747-й дивизионный ветеринарный лазарет
- 607-я полевая почтовая станция
- 765-я полевая касса Госбанка

Перечень № 5 Стрелковых, горнострелковых, мотострелковых и моторизованных дивизий, входивших в состав действующей армии в годы Великой Отечественной войны 1941—1945 гг. / А. П. Покровский. — М.: Министерство обороны, 1956. — 218 с.

## Командиры
- Кирюхин, Николай Иванович (01.12.1941 — 09.03.1942), генерал-майор
- Кравченко, Иван Яковлевич (10.03.1942 — 07.04.1942), майор (смертельно ранен 06.04.1942)
- Щербаков, Николай Тимофеевич (07.04.1942 — 10.07.1942), генерал-майор
- Борейко, Аркадий Александрович (11.07.1942 — 28.08.1942), генерал-майор
- Ерохин, Михаил Емельянович (29.08.1942 — 27.04.1943), генерал-майор
- Седулин, Эрнест Жанович (28.04.1943 — 25.11.1943), полковник
- Осадчий, Алексей Маркович (26.11.1943 — 01.12.1943), подполковник
- Бондовский, Александр Васильевич (02.12.1943 — 21.04.1944), генерал-майор
- Казак, Иван Корнилович (22.04.1944 — 08.10.1944), полковник
- Ерохин, Михаил Емельянович (09.10.1944 — 22.12.1944), генерал-майор
- Казак, Иван Корнилович (23.12.1944 — .10.1945), полковник
- Нарышкин, Иван Осипович (.10.1945 — .03.1946), генерал-майор

## Награды и наименования
| Награда (наименование)                    | Дата            | За что награждена |
| ----------------------------------------- | --------------- | --- |
| Почётное наименование «Верхнеднепровская» | 10.07.1944 года | почётное наименование присвоено приказом Верховного Гланокомандующего № 0189 от 10 июля 1944 года в ознаменование одержанной победы и за отличие в боях при форсировании Днепра и овладение городами Шклов, Быхов.                                        |
| Орден Красного Знамени                    | 05.04.1945 года | награждена указом Президиума Верховного Совета СССР от 5 апреля 1945 года за образцовое выполнение боевых заданий командования в боях с немецкими захватчиками при овладении городами Ликк, Нойендорф, Биалла и проявленные при этом доблесть и мужество. |

Награды частей дивизии:
- 1091-й стрелковый Осовецкий[3] полк
- 1093-й стрелковый ордена Александра Невского[4] полк
- 887-й артиллерийский ордена Александра Невского[4] полк

## Отличившиеся воины дивизии
| Награда | Ф. И. О.                   | Должность                                                          | Звание   | Дата награждения                 | Примечания |
| ------- | -------------------------- | ------------------------------------------------------------------ | -------- | -------------------------------- | ---------- |
|         | Московский, Борис Иванович | Снайпер 1095-го стрелкового полка                                  | ефрейтор | 12.06.1944 14.08.1944 29.06.1945 |            |
|         | Соловьёв, Семён Фёдорович  | командир отделения взвода пешей разведки 1095-го стрелкового полка | сержант  | 29.06.1945                       |            |

## Память

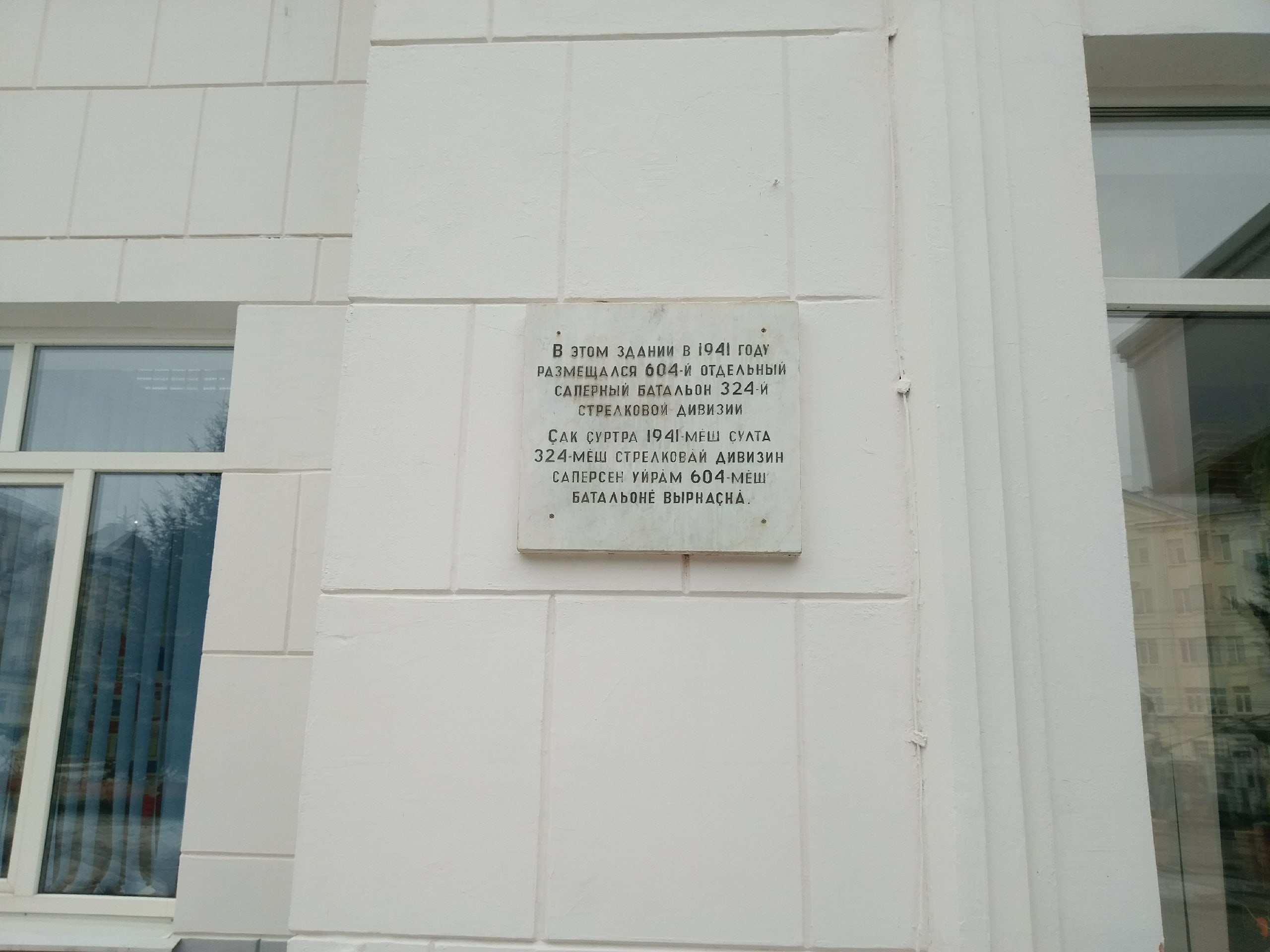
Табличка Чебоксары

- В честь дивизии названа Улица 324-й стрелковой дивизии в Чебоксарах, в Сухиничах, в Дубровке Брянской области;
- Музей боевой славы в школе № 30 г. Чебоксары;
- Комнаты боевой славы в школах № 40, 44 г. Чебоксары;
- Музей боевой славы в школе № 1 п. Шилово.